# Русское подворье (телесериал)
«Русское подворье» — израильский телесериал в жанре исторической драмы. Сериал создан и срежиссирован Евгением Руманом и Дмитрием Малинским при участии продюсерской компании Endemol Shine Israel.
Сериал вышел в эфир 24 февраля 2025 года на канале Kan 11. Главные роли в сериале исполнили Яаков Зада-Даниэль, Анатолий Белый и Лена Фрайфельд.

## Сюжет
Действие сериала происходит в 1990-х годах на фоне «большой алии» — волны репатриации из Советского Союза. Иегуда (Яаков Зада-Даниэль) — следователь в полицейском управлении Иерусалима в Русском подворье, который расследует тайну убийства девушки, репатриировавшейся из СССР в Израиль. Стиль убийства очень похож на серию убийств, происходивших в Советском Союзе.
Сюжет начинается после жестокого убийства новой репатриантки, проживающей в Иерусалиме. Расследование поручается следователю Иегуде. Иегуда обнаруживает, что в конце 1980-х годов в Советском Союзе произошли аналогичные убийства двенадцати женщин. Информация исходит от Андрея, отца человека, невинно осуждённого за эти убийства и теперь ожидающего смертной казни в России. Андрей едет в Израиль, чтобы попытаться найти настоящего убийцу и спасти своего сына.

## В ролях
- Яаков Зада-Даниэль — Иегуда Джераси, следователь, разведённый отец страдающей от рака девочки Тали.
- Анатолий Белый — Андрей Чадов, сын которого был осуждён за убийство и ожидает смертной казни в России.
- Лена Фрайфельд — Маша Коган, театральный педагог.
- Алон Нойман — Амос, начальник полицейского участка.
- Офри Пришкольник — Тамар Коэн, офицер по расследованию несчастных случаев, бывшая жена Иегуды, работает с ним в полицейском участке.
- Орен Пессо
- Филипп Шаулов — Давид, сотрудник организации, вывозящей детей-сирот из СССР.
- Анна Дубровицкая[3] — Елена, жена Андрея
- Ади Пелед — Тали, дочь Иегуды и Тамар.
- Нир Саадон — Шимони, полицейский в полицейском участке Лев ХаБира.
- Николь Подвальни